# Радостів (Люблінське воєводство)
Радостів (пол. Radostów) — село в Польщі, у гміні Мірче Грубешівського повіту Люблінського воєводства. Населення — 100 осіб (2011).

## Історія
За королівською люстрацією 1589 р. Радостів — село округи Тишівців Белзького повіту Белзького воєводства у володінні Павла Браницького, налічувалось 5 ланів оброблюваної землі, 2 загородники і 3 коморники.
1619 року вперше згадується церква східного обряду в селі.
За даними етнографічної експедиції 1869—1870 років під керівництвом Павла Чубинського, у селі проживали греко-католики, які розмовляли українською мовою.
У 1888 р. в селі була дерев'яна церква, яка на той час перестала бути парафіяльною церквою Тишовецького деканату Холмської єпархії, а була філією парафії Вишнів.
Село постраждало під час боїв Першої світової війни між російською та австро-угорською арміями. Внаслідок бойових дій та російської евакуації влітку 1915 року місцевого українського православного населення вглиб Російської імперії, було спалено двір та фільварок.
У 1921 р. польський перепис нарахував 72 будинки і 385 жителів, з них 210 зарахували до українців, а 9 — до євреїв.
25 червня 1938 року польська адміністрація в рамках великої акції руйнування українських храмів на Холмщині і Підляшші знищила місцеву православну церкву.
2 квітня 1944 року польські шовіністи вбили в селі 12 українців. 6 червня 1944 року в Радостові відбувся бій між УПА та Армією Крайовою, внаслідок якого було зупинено наступ останньої на Грубешівщину. У серпні 1944 року місцеві мешканці безуспішно зверталися до голови уряду УРСР Микити Хрущова з проханням включити село до складу УРСР, звернення підписала 81 особа.
1-5 липня 1947 року під час операції «Вісла» польська армія виселила зі села на приєднані до Польщі північно-західні терени 2 українців. У селі залишилося 147 поляків. Ще 2 невиселених українців підлягали виселенню.
У 1975—1998 роках село належало до Замойського воєводства.

## Населення
Демографічна структура станом на 31 березня 2011 року:
|          | Загалом | Допрацездатний вік | Працездатний вік | Постпрацездатний вік |
| -------- | ------- | ------------------ | ---------------- | -------------------- |
| Чоловіки | 44      | 7                  | 33               | 4                    |
| Жінки    | 56      | 12                 | 26               | 18                   |
| Разом    | 100     | 19                 | 59               | 22                   |